# Fernsehturm Tiflis
Der Fernsehturm Tiflis (georgisch თბილისის ტელეანძა) ist ein 274,5 Meter hoher freistehender Stahlfachwerk-Fernsehturm in der georgischen Hauptstadt Tiflis. Er steht auf dem Berg Mtazminda am rechten Ufer der Kura und wird in Tiflis Ansa genannt. Von der knapp 300 Meter tiefer liegenden Stadt Tiflis aus erreicht man den Fernsehturm über die Standseilbahn Tiflis. Der Fernsehturm ist seit 2004 öffentlich nicht zugänglich.

## Geschichte
Der erste Fernsehturm von Tiflis stammte aus dem Jahr 1955 und wurde in den 1970er Jahren durch den heutigen ersetzt. Dieser ehemalige Fernsehturm wurde in die Stadt Gori gebracht.
Der Fernsehturm Tiflis wurde in den Jahren 1970 bis 1972 durch das Ukrainische Institut für Stahlbau W. N. Schimanowski und den beiden leitenden Ingenieuren Anatoli Viktorovich Perelmuter und Isaak 
Gregorievich Zatunovski erbaut. Es handelt sich um eine Stahlrohrkonstruktion, die an ein großes Stativ erinnert. Ungefähr auf halber Höhe befindet sich ein flacher Geschossbau, in welchem das technische Zentrum untergebracht ist. Auf dem Hauptrohr sitzt oben ein zweigeschossiger Turmkorb. Im Jahr 2004 zerstörte ein Feuer die Einbauten, er befindet sich seitdem im Wiederaufbau. Im Jahr 2005 wurde der Turm mit einem Lichtspiel aus einem Netz aus vielfarbigen Leuchtelementen versehen, die schnell wechselnd verschiedene Beleuchtungsmotive zeigten. Hierdurch war der Turm bei Dunkelheit weithin sichtbar und zu einer Art Wahrzeichen der Stadt geworden.
Der Fernsehturm strahlt TV- und Radioprogramme aus. Zudem sind Anlagen für Mobiltelefonie montiert. Betreiber des Turms ist die 1955 gegründete Firma Telecenter of Georgia.
Am Fuß des Turms ist Anfang 2009 ein Freizeitpark, der Mtatsminda Park, stark erweitert und modernisiert wiedereröffnet worden.

## Beschreibung
Der Fernsehturm von Tiflis weist eine einzigartige Stahlfachwerk-Konstruktion auf. Betrachtet man den Turm aus südlicher oder nördlicher Richtung so erscheint die Basiskonstruktion asymmetrisch. Ein vertikales Stahlrohr wird von zwei Stützrohren in westliche Richtung abgestützt. Die zwei Stützrohre verlaufen vom Turmfuß bis auf 41 Meter etwa im 45-Grad-Winkel zur Horizontalen, ab 41 Meter steigt der Winkel zur Horizontalen an. Über dreieckige Querverbände sind die Stützrohre auf fünf Ebenen (41 Meter, 70 Meter, 95 Meter, 113 Meter und 131 Meter) mit dem Hauptrohr verbunden. Am Fuße des Vertikalrohres befindet sich ein Basisgebäude.
Auf der zweituntersten dieser Ebenen, im Bereich zwischen 70 und 77 Meter befindet sich die Besucherebene mit dreieckigem Grundriss, das zwischen der Stahlfachwerkkonstruktion angebracht ist. Am Schnittpunkt zwischen dem zentralen Vertikalrohr und den seitlichen Stützrohren befindet sich ein zweigeschossiger, weißer kegelstumpfförmiger Turmkorb auf einer Ebene zwischen 151 und 170 Meter Höhe. Darüber ist ein Antennenmast angebracht, der sich bis zur Spitze verjüngt. Die gesamte Stahlfachwerkkonstruktion ist aus Flugsicherungsgründen abwechselnd in weiß und rot angestrichen.

## Sender
Vom Fernsehturm Tiflis werden 29 Radio- und 14 Fernsehsender ausgestrahlt.